# Cesare Zoppetti
Cesare Zoppetti, né à Gênes le 1er janvier 1876 et mort à Rome le 15 mars 1940, est un acteur italien.  Actif  au cinéma des années 1930, il apparait dans près de cinquante productions entre 1930 et sa mort, en 1940.

## Filmographie partielle
- 1932 : 
  - Il dono del mattino d'Enrico Guazzoni
  - Les Hommes, quels mufles ! (Gli uomini, che mascalzoni...) de Mario Camerini
  - La Table des pauvres (La Tavola dei poveri) d'Alessandro Blasetti
- 1933 : Treno popolare (littéralement, « Train populaire ») de Raffaello Matarazzo
- 1934 :
  - Seconda B de Goffredo Alessandrini
  - 1860 d'Alessandro Blasetti
  - Le Tricorne (Il cappello a tre punte) de Mario Camerini
  - La Vieille Garde (Vecchia guardia) d'Alessandro Blasetti
  - L'impiegata di papà d'Alessandro Blasetti
- 1935 : Je donnerai un million (titre original : Darò un milione) de Mario Camerini
- 1936 : Il re Burlone d'Enrico Guazzoni
- 1938 : 
  - Jeanne Doré de Mario Bonnard
  - Tarakanowa (principessa Tarakanova) de Fédor Ozep et Mario Soldati
- 1939 : Retroscena d'Alessandro Blasetti